# Euchenor (Troja)
Euchenor (altgriechisch Εὐχήνωρ Euchḗnōr) ist eine Männergestalt der griechischen Mythologie.
Euchenor war ein wohlhabender, adliger Korinther und wird von Homer als Sohn des Sehers Polyidos betrachtet. Laut Pausanias hingegen habe sein Vater Koiranos geheißen; Polyidos sei sein Großvater gewesen. In der attischen Stadt Megara soll er im Heiligtum des Dionysos ein Bildnis des Dionysos Dasyllios geweiht haben. Einem genealogischen Fragment des Pherekydes zufolge stammte Euchenor über Polyidos, Koiranos, Kleitos und Mantios vom bekannten Seher und Arzt Melampus ab; seine Mutter hieß demnach Eurydameia und war eine Tochter des Phyleus und damit Enkelin des Augias, Königs von Elis. Nach der gleichen Quelle soll er sich mit seinem Bruder Kleitos dem Zug der Epigonen gegen Theben angeschlossen haben.
Die Ilias berichtet, dass Polyidos seinem Sohn Euchenor vorhersagte, dass es seine Bestimmung sei, entweder daheim langsam einer Krankheit zu erliegen oder, wenn er am Trojanischen Krieg teilnehme, in dessen Verlauf zu fallen. Euchenor wollte sich das Siechtum sparen und stattdessen Ruhm vor Troja suchen; Paris tötete ihn durch einen Pfeilschuss.